# Хвощ болотяний
Хвощ боло́тяний, або хвощ боло́тний (Equisetum palustre) — отруйний вид рослин родини хвощові (Equisetaceae). Росте на болотах, уздовж берегів водойм, на вологих луках. В Україні досить поширена рослина. Етимологія: лат. palustr — «болотистий».

## Опис

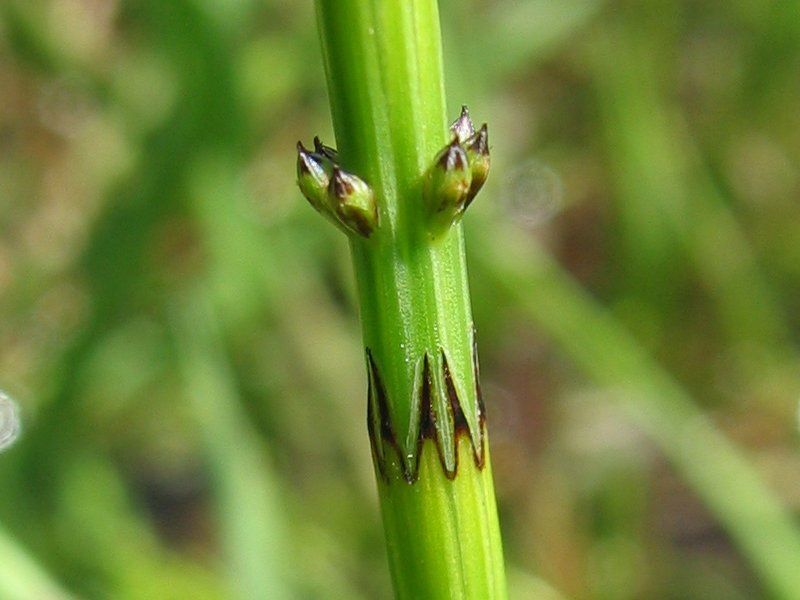
Весняний пагін із бруньками.

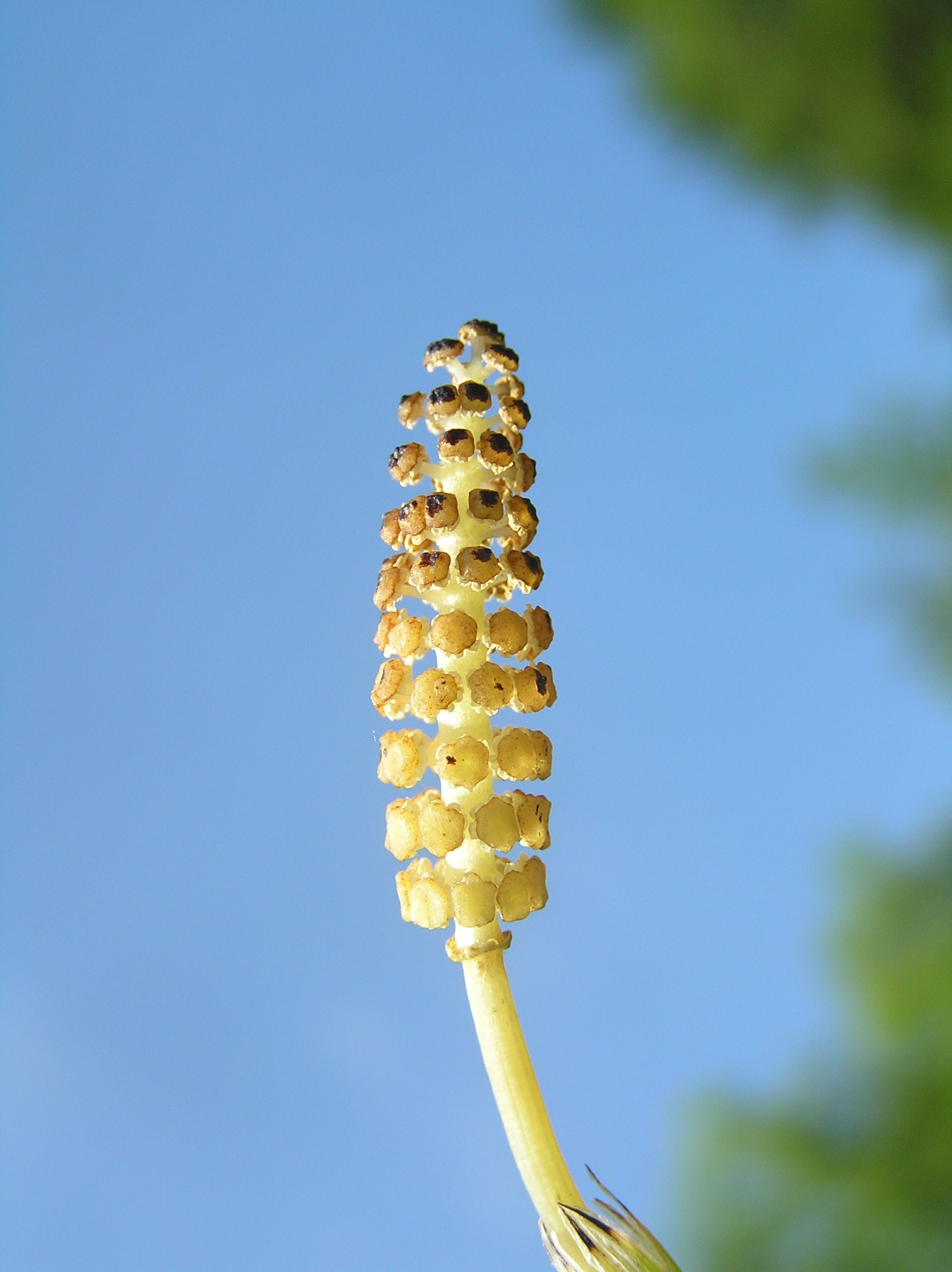
Стробіла.

Багаторічна рослина заввишки 10—40 см. Кореневища чорні, зазвичай з бульбами. Стебла 1,5-4 мм в діаметрі з косими вгору спрямованими гілочками. Гілочки варіюють по довжині, числу, густоті і напрямку зростання. Листові зубці на гілочках по 3—4 в мутовці. Спороносні та вегетативні пагони однакові. Після опадання стробіла рослина продовжує рости та фотосинтезувати.

## Поширення
Поширений на територіях російського Далекого Сходу, Кавказу, Західного і Східного Сибіру, Середній Азії, Скандинавії, Європи (у тому числі, України), Середземномор'я, у Малій Азії та Східній Азії, Північній Америці.